# Comuna Stremilce, Radehiv
Stremilce (în ucraineană Стремільче) este o comună în raionul Radehiv, regiunea Liov, Ucraina, formată din satele Stremilce (reședința) și Zahatka.

## Demografie
Componența lingvistică a comunei Stremilce
     Ucraineană (99,81%)
Conform recensământului din 2001, majoritatea populației comunei Stremilce era vorbitoare de ucraineană (99,81%), existând în minoritate și vorbitori de alte limbi.